# باشگاه فوتبال میلوناریوس
باشگاه فوتبال میلوناریوس یک تیم فوتبال حرفه‌ای کلمبیایی مستقر در بوگوتا است که در حال حاضر در رده‌های نخست سری آ بازی می‌کند. آنها بازی‌های خانگی خود را در ورزشگاه ال کامپین انجام می‌دهند.
میلوناریوس در ابتدا در سال ۱۹۳۷ توسط دانش آموزان کالج سن بارتولومه ایجاد شد. پس از اینکه تیم در ابتدا مطمئن نبود که می‌خواهد از چه نامی استفاده کند: یونیون و یوونتود در ابتدا مورد علاقه بودند، تحت تأثیر مدیریت شهری بوگوتا قرار گرفت و به عنوان باشگاه فوتبال مونیسیپال دپورتس فعالیت می‌کرد. میلوناریوس به طور رسمی در ۱۸ ژوئن ۱۹۴۶، به لطف تلاش‌های آلفونسو سنیور کوئویدو، که اولین رئیس شد، تأسیس شد.
این باشگاه که به عنوان یکی از قوی‌ترین باشگاه های کلمبیا در نظر گرفته می‌شود، یکی از ثابت‌ترین باشگاه‌ها در این کشور است. میلوناریوس ۱۵ عنوان قهرمانی لیگ، ۳ کوپا کلمبیا و یک سوپرلیگا کلمبیا را کسب کرده است که دومین تیم موفق کلمبیا است. آنها همچنین با قهرمانی در کوپا سیمون بولیوار در سال ۱۹۷۲ و کوپا مرکونورته در سال ۲۰۰۱، قهرمان قاره‌ای شدند. علاوه بر این، میلوناریوس موفق به کسب جام باشگاه‌های جهان کوچک در سال ۱۹۵۳ شد، عنوانی که برای آن زمان اهمیت زیادی داشت.
میلوناریوس همچنین یکی از تنها سه تیمی است که در هر تورنمنت دسته اول در کشور به همراه رقبای سنتی خود سانتا فه و اتلتیکو ناسیونال بازی کرده است.
در اوایل دهه ۱۹۵۰، میلوناریوس تیمی به نام بالت آزول تشکیل داد که توسط چندین متخصص آمریکای جنوبی و اروپایی به عنوان بهترین تیم در جهان شناخته می‌شد. این تیم در فهرستی در مورد بهترین باشگاه‌های فوتبال جهان در تمام دوران که توسط رسانه‌های مهم ورزشی بین‌المللی توضیح داده شده است، گنجانده شده است، و تنها تیم کلمبیایی حاضر در آنها است. همچنین به عنوان چهارمین باشگاه برتر کلمبیایی قرن بیستم و نهمین باشگاه برتر کلمبیایی تاکنون در قرن بیست و یکم رتبه بندی شده است. میلوناریوس همچنین به عنوان سومین تیم برتر کلمبیا در مسابقات باشگاهی کونمبول شناخته می‌شود و در رده بندی رسمی باشگاهی جام لیبرتادورس در رتبه ۵۱ قرار دارد.

## تاریخچه

### بالت آزول
میلوناریوس از اعتصاب بزرگ بازیکنان در لیگ آرژانتین در سال ۱۹۴۸ سود زیادی برد، که باعث شد بازیکنان زیادی به کلمبیا پراکنده شوند. موفق‌ترین دوره برای باشگاه در اوایل دهه ۱۹۵۰ به دلیل حضور چشمگیر آرژانتینی‌ها بود. در این دوره با تیمی که به بالت آزول معروف بود، بازیکنان بزرگی مانند آلفردو دی استفانو، آدولفو پدرنرا، نستور روسی، خولیو کوزی، آنتونیو "مستریکو" باز، هوگو ریس، رینالدو مورین و دیگر چهره‌های آرژانتین عمدتا از ریور پلاته حضور داشتند. به لطف فوتبال فوق‌العاده‌ای که این بازیکنان در زمین نشان دادند، میلوناریوس توسط چندین رسانه در آمریکای جنوبی و اروپا به عنوان بهترین تیم جهان در اوایل دهه ۱۹۵۰ معرفی شد.
در سال ۱۹۵۱، کلمبیا توسط فیفا به دلیل جذب بازیکنان بین‌المللی بدون پاس تعلیق شد. تیم‌ها مجبور شدند تمام بازیکنان خارج از کشوری را که در مسابقات شرکت کرده بودند از راه های نامنظم بازگردانند. این فرمان خروج دی استفانو را در فوریه ۱۹۵۳، دریافت پیشنهادهایی از بارسلونا و رئال مادرید، که برای برنده شدن در مناقصه این بازیکن آمده بودند، مشخص کرد. تیم ملی کلمبیا نیز به همین دلیل از حضور در جام جهانی فوتبال ۱۹۵۴ محروم شد.

### جام باشگاه‌های جهان کوچک
در سال ۱۹۵۲، گروهی از کارآفرینان ورزشی ونزوئلا جام باشگاه‌های جهان کوچک را ایجاد کردند، رقابتی دوستانه که تیم‌های پیشرو اروپایی و آمریکای جنوبی را گرد هم می‌آورد. میلوناریوس برای شرکت در نسخه‌های ۱۹۵۲ و ۱۹۵۳ دعوت شد. در اولین حضور خود، این تیم با هفت امتیاز پشت سر رئال مادرید (دو تساوی ۱–۱) و بوتافوگو برزیل (۴–۴ مساوی و شکست ۰–۲) به پایان رسید. این مسابقات در یک طرح دو دور برگزار شد و میزبان آن، لاساله ونزوئلا بود (دو برد ۴–۱ و ۵–۱).
در حضور خود در سال ۱۹۵۳، این تیم با ۷ امتیاز، بالاتر از ریور پلاته آرژانتین (۵–۱ برد و تساوی ۱–۱) و راپید وین اتریش (دو برد ۲–۱ و ۴–۰) قهرمان بدون شکست شد. این تورنمنت دوستانه توسط برخی به عنوان سلف جام بین قاره‌ای شناخته می‌شود که اکنون به عنوان جام باشگاه‌های جهان فیفا شناخته می‌شود، اگرچه معادل آن نیست.

### دهه ۲۰۰۰
زمانی که خوان کارلوس اوسوریو، دستیار سرمربی سابق منچستر سیتی، به عنوان سرمربی جدید میلوناریوس منصوب شد، میلوناریوس پیشرفت بیشتری داشت، که باعث شد باشگاه به مقام سوم در مرحله لیگ جام موستانگ و رتبه پنجمین در کل عملکرد سال برسد. این باشگاه بار دیگر وارد جام سودامریکانا شد، در حالی که وضعیت مالی تیم نیز بهبود قابل توجهی داشت. در ژوئیه ۲۰۰۷، اوسوریو میلوناریوس را برای مدیریت تیم آمریکایی شیکاگو فایر ترک کرد و مارتین لاسارته جایگزین او شد. پس از یک دوره کوتاه، اما بسیار ناموفق با لاسارته، میلوناریوس ماریو وانمراک آرژانتینی را به عنوان سرمربی جدید خود استخدام کرد. تحت هدایت وانمراک، میلوناریوس دوباره شروع به درخشش کرد، به ویژه در کوپا سودامریکانا ۲۰۰۷، جایی که آنها چندین تیم قدرتمند، به ویژه قهرمان برزیل، سائوپائولو را در یک چهارم نهایی، به لطف دو گل ریکاردو سیسیلیانو حذف کردند. اگرچه آنها در مسابقات محلی عملکرد کمتر چشمگیرتری داشتند.

### دهه ۲۰۱۰

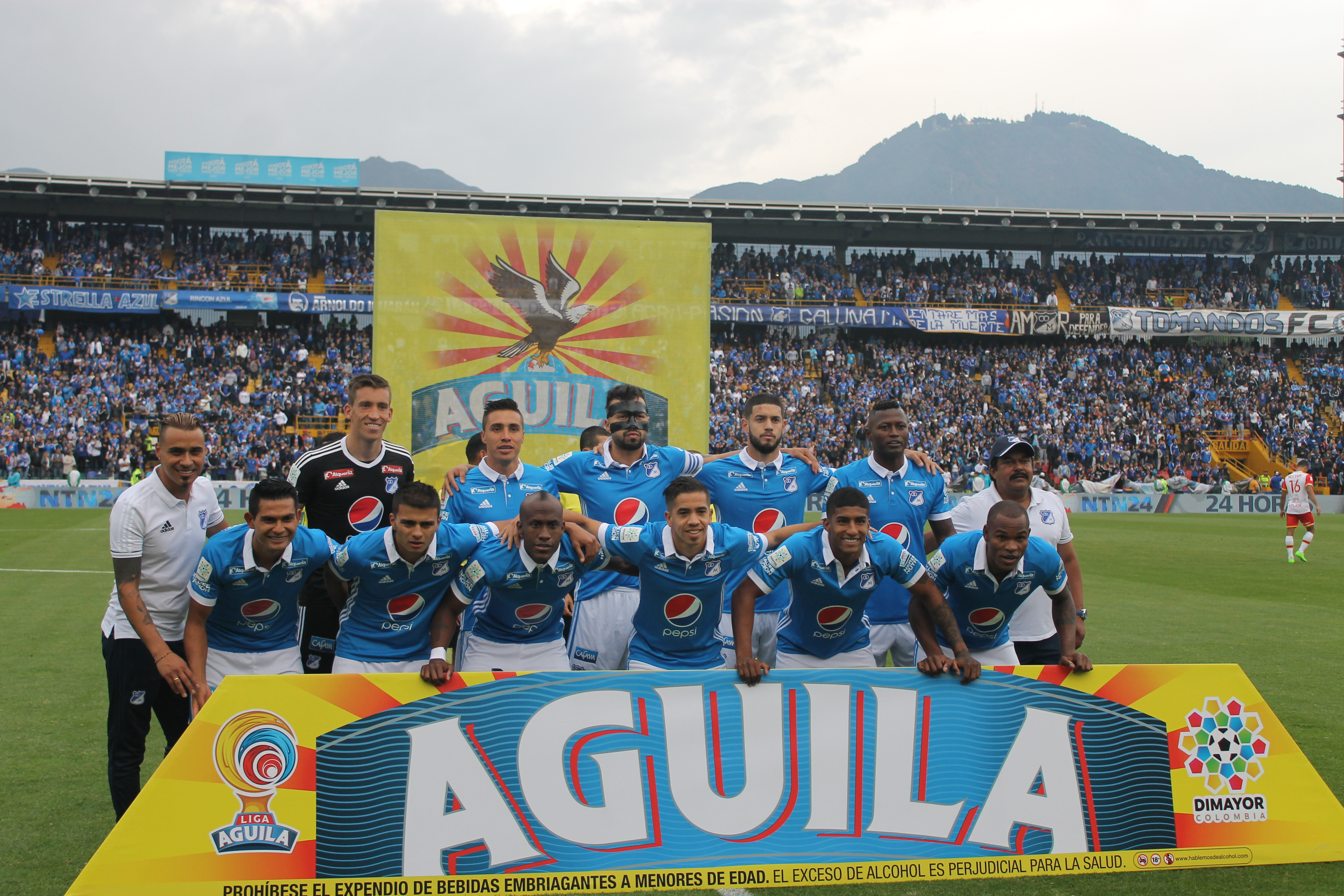
میلوناریوس، قهرمان لیگ فینالیزاسیون ۲۰۱۷

با مشکلات مالی و بدون عناوین مهم در دهه گذشته، باشگاه سرانجام روند ورشکستگی را آغاز کرد که منجر به خرید آن توسط جامعه‌ای متشکل از حدود ۴،۰۰۰ هوادار، آزول و بلانکو اس‌ای شد. این حرکت همچنین به معنای تغییر در بازی بود؛ سبکی که با استخدام ریچارد پائز سرمربی ونزوئلا آغاز شد. این تغییر چه از نظر مالی و چه در رابطه با مسابقات قهرمانی موفقیت آمیز بوده است. با مربیگری پائز، این تیم توانست پس از پیروزی در هر دو بازی مقابل بویاکا چیکو، قهرمان تورنمنت جام حذفی کلمبیا ۲۰۱۱ شود و به این ترتیب در جام سودامریکانا ۲۰۱۲ قرار گرفت. در ۲۴ ژوئن ۲۰۱۲، تایید شد که هرنان تورس سرمربی جدید خواهد بود.
در جام سودامریکانا، این تیم بسیار موفق بود و پس از حذف اینتی گاز، گوارانی، پالمیراس و گرمیو برزیلی به نیمه نهایی رسید و توسط نایب قهرمان آن دوره، تیگره حذف شد. در ادامه، میلوناریوس یک شکست شرم آور ۸–۰ مقابل رئال مادرید در یک بازی دوستانه برای بزرگداشت آلفردو دی استفانو را نیز تجربه کرد.
علیرغم شکست، این تیم در مرحله اول در مسابقات کلمبیا عالی بازی کرد و به عنوان بهترین تیم به پلی‌آف طبقه بندی شد. پس از یک سری مسابقات بسیار دشوار، این تیم به فینال رسید که قرار بود در مقابل ایندپندینته مدلین بازی کند. اولین بازی در مدلین انجام شد و با تساوی ۰–۰ به پایان رسید. بازی نهایی در ۱۶ دسامبر ۲۰۱۲ در بوگوتا برگزار شد و با نتیجه ۱–۱ به پایان رسید، بنابراین نتیجه باید توسط ضربات پنالتی مشخص می‌شد. دروازه‌بان دلگادو موفق شد شوت نهایی را متوقف کند و میلوناریوس چهاردهمین قهرمانی خود را به دست آورد، اولین عنوان قهرمانی حرفه‌ای لیگ سری آ در حدود ۲۴ سال.
به عنوان قهرمان فینالیزاسیون ۲۰۱۲، میلوناریوس به جام لیبرتادورس ۲۰۱۳ راه یافت، جایی که در مرحله دوم مقابل سن خوزه بولیوی، تیخوانای مکزیکی و کورینتیانس برزیل بازی کرد.
با مربیگری ریکاردو لوناری، میلوناریوس سال ۲۰۱۵ را با سه پیروزی خانگی مقابل پاتریوتاس، کوکوتا دپورتیوو و کورتولوآ آغاز کرد. در همین حال، اولین بازی آنها در جام حذفی کلمبیا با شکست مقابل لا اکویداد رقم خورد.
در لیگ فینالیزاسیون ۲۰۱۷، میلوناریوس پس از شکست دادن سانتا فه در یک فینال که در پایان نیمه دوم ۲ گل مشاهده شد، به عنوان قهرمانی خود دست یافت.

## افتخارات
| نوعگ      | مسابقه                  | تعداد | فصل‌ها                                                                                          |
| --------- | ----------------------- | ----- | ---------------------------------------------------------------------------------------------- |
| داخلی     | لیگ سری آ کلمبیا        | ۱۵    | ۱۹۴۹، ۱۹۵۱، ۱۹۵۲، ۱۹۵۳، ۱۹۵۹، ۱۹۶۱، ۱۹۶۲، ۱۹۶۳، ۱۹۶۴، ۱۹۷۲، ۱۹۷۸، ۱۹۸۷، ۱۹۸۸، ۲۰۱۲(۲)، ۲۰۱۷(۲) |
| داخلی     | جام حذفی کلمبیا         | ۳     | ۵۳–۱۹۵۲، ۲۰۱۱، ۲۰۲۲                                                                            |
| داخلی     | سوپرلیگا کلمبیا         | ۱     | ۲۰۱۸                                                                                           |
| قاره‌ای    | جام مرکونورته           | ۱     | ۲۰۰۱                                                                                           |
| قاره‌ای    | جام سیمون بولیوار       | ۱     | ۱۹۷۲                                                                                           |
| منطقه‌ای   | لیگ فوتبال کوندونامارکا | ۷     | ۱۹۴۱، ۱۹۴۳، ۱۹۴۴، ۱۹۴۵، ۱۹۴۶، ۱۹۴۷، ۱۹۴۸                                                       |
| منطقه‌ای   | انجمن ورزشی بوگوتا      | ۱     | ۱۹۴۰                                                                                           |
| منطقه‌ای   | جام بین بخشی کلمبیا     | ۱     | ۱۹۴۷                                                                                           |
| بین‌المللی | جام باشگاه‌های جهان کوچک | ۱     | ۱۹۵۳                                                                                           |